# 十年日本
《十年日本》（日语：十年 Ten Years Japan）是2018年11月上映的日本電影，由早川千繪、木下雄介、津野愛、藤村明世和石川慶五位新晉導演製作，並由是枝裕和擔任執行監製。本電影為第35屆香港電影金像獎最佳電影《十年》的日本版本，屬《十年》製作團隊所展開的「十年國際計劃」之一部分，該計劃與日本、臺灣、泰國電影人合作製作各地版本的《十年》電影。

## 故事
本電影由五個短篇電影構成，以「十年後的日本」為主題貫通全片，每個短篇電影片長約二十多分鐘，各自有不同的導演和演員班底。
第一個短篇電影《75終老計劃》由早川千繪編導、川口覺主演，講述日本高齡化問題嚴重，政府遂決定推出獎勵政策，鼓勵高齡人士接受安樂死。
第二個短篇電影《惡作劇同盟》由木下雄介編導、國村隼主演，講述一間位於「國家戰略IT特區」內的鄉村學生必須接受人工智能耳機的監控，以灌輸劃一的道德標準，但一些學生在學校一隻老馬需要被人道毀滅時展開了一系列被視為惡作劇的拯救行動。
第三個短篇電影《數碼遺產》由津野愛編導、杉咲花主演，講述日本政府在未來會收集國民在網上遺留的足跡交給遺屬，一名女高中生找到已故母親的「數碼遺產」後本以為可以認識母親，但卻發現母親可能曾發展婚外情。
第四個短篇電影《無色的空氣》由藤村明世編導、池脇千鶴主演，講述因核污染而要被逼搬入地底生活的一家人，被母親禁止到地面上去的十歲女童對地上生活產生好奇心，一次她的閨蜜突然消失更令她決心奔向地上世界。
第五個短篇電影《美麗的國》由石川慶編導、太賀主演，講述日本自衛隊重啓徵兵制，負責宣傳策劃徵兵制度的渡邊被逼將一張海報下架，但在向該名海報設計師道歉時得悉設計背後隱藏反戰信息。

## 製作與發行

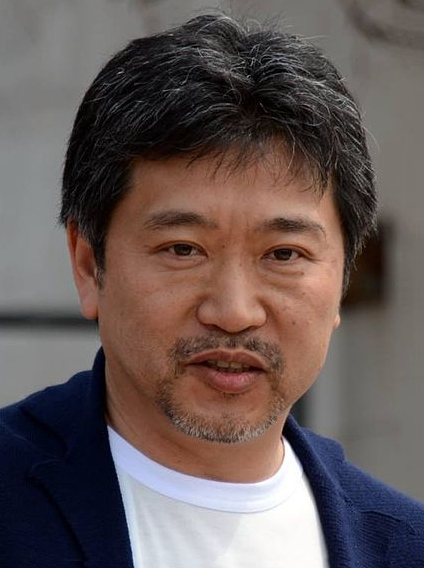
擔任本電影執行監製的是枝裕和。

2015年，日本監製高松美由紀在遠東電影節中看過香港電影《十年》後，決定聯絡香港製作團隊製作日本版，同時希望藉此提拔新晉導演，培育「日本四K」導演（是枝裕和、河瀨直美、黑澤清、北野武）以外的新血。是枝裕和認同高松美由紀培育新血的理念，遂答應擔任本電影執行監製。製作團隊邀請一些日本活躍中的新晉導演，要他們在二十分鐘內為十年後的日本撰寫原創故事，部分獲選人士被安排與是枝裕和面談，最後總計選出五位新晉導演參與本電影的製作。五位導演為本電影創作了三十多個劇本，最後由是枝裕和選出當中五個故事拍攝。是枝裕和在製作期間亦就五位導演的劇本和剪接工作提出不少意見，例如給出「這個鏡頭是不是可以不要」一類的提議，但也尊重導演的決定。
由於本電影涉及政治訊息，在籌集資金期間曾遇阻滯，多間電影公司拒絕注資，最後獲得吉本興業、朝日新聞和香港「十年電影工作室」出資，以及是枝裕和、高松美由紀兩人的公司分擔成本。本電影總製作費為6,500萬日圓，當中3,500萬日圓為製作費，每個短篇電影獲分410萬日元，另外3,000萬日圓撥作宣傳費。
本電影在2018年10月7日於第23屆釜山國際電影節上首映，同年11月3日在日本各地先後上映。在香港，本電影於11月10至11日在香港亞洲電影節先行上映，同月22日於香港各戲院上映，共上映34日，票房為220,009港元。

## 評價

### 正面
《香港01》報導認為相對於香港和泰國版本，日本版內容明顯較為天馬行空，全作五個故事都有《黑鏡》的感覺。《荷里活報道》評論認為本電影的演員和技術均在五個短篇故事中一致地強，而《無色的空氣》在技術上尤其突出。評論認為本電影沒有炫耀一些華麗的執導技巧，各個故事互相調和，雖然故事內容是典型的科幻主題，但其對人際關係的重視使得電影產生貼身性和吸引力。評論又指日本版電影敘事手法較含蓄，使得電影較難像具政治爭議的香港版般製造同等程度的話題性。《日本時報》評論認為本電影頗像日本版的《黑鏡》，每段故事主題鮮明且到位，以多段式電影來說質素異常地穩定和高，並給予本電影四星（五星滿分）。《明周文化》評論認為本電影題材「直入核心」，「劇情露骨程度在近代日本電影鮮見」，又指日本觀眾反映電影「調子太灰」。《南華早報》評論認為本電影最成功的一個故事是《美麗的國》，又指電影「各個具警示性的故事視覺豐富，總結了一代人的恐懼」，並給予本電影四星（五星滿分）。評論認為本電影相比香港版《十年》可怕絕望的感覺，日本版相對隱含希望；電影透過描繪五個反烏托邦現實，鼓勵觀眾發掘更好的未來。

### 負面
《香港獨立媒體》專欄評論認為本電影探討的問題顯得「老調重彈」，例如《75終老計劃》是《楢山節考》的未來版，又可比《死亡預告》，《無色的空氣》則是的壓縮版。《am730》評論認為本電影「太像大學生短片比賽作品」，認為幾個故事「都像是模仿《黑鏡》的劣作」，「沒有拍出年輕人應有的憤怒」。《幕迷影評》評論認為本電影雖然名氣大，但故事整體質素一般，風格平實含蓄，節奏較快且完結得稍為突然，除《75終老計劃》和《美麗的國》外其餘故事較缺乏感染力。

## 外部連結
- 《十年日本》官方網站（页面存档备份，存于） （日語）
- 互联网电影数据库（IMDb）上《十年日本》的资料（英文）